# 北星堂制服
株式会社北星堂制服（ほくせいどうせいふく）は、福岡県福岡市南区に本社を制服の製造販売を行う企業である。

## 沿革
- 1996年8月 - 光多制服の販売子会社として設立
- 2005年9月2日 - 光多制服が尾崎商事（現 菅公学生服）の傘下に入ったことで同社に営業を継承

## 概要
福岡県、近県の一部の小中学校・高校、高専、短大、少年合唱団の制服、水着を販売している。

## 支店・営業所
- 大橋店　福岡県福岡市南区大橋2丁目4-6
- 大牟田店　福岡県大牟田市旭町2丁目2-2
- 東営業所　福岡県福岡市東区多の津4丁目24-25

## 関連会社
- 菅公学生服
- 光多制服